# Johann Goldschmid
Johann Goldschmid (* 6. März 1919 in Graz; † 13. Juli 1981) war ein österreichischer Radrennfahrer und nationaler Meister im Radsport.

## Sportliche Laufbahn
Johann „Hans“ Goldschmid startete bei den Olympischen Sommerspielen 1948 in London. Dort bestritt er mit dem österreichischen Bahnvierer die Mannschaftsverfolgung. Im olympischen Straßenrennen schied er aus. Die österreichische Mannschaft kam nicht in die Mannschaftswertung. 1945 und 1946 gewann er die nationale Meisterschaft im Sprint. Den Titel im Tandemrennen gewann er 1946 mit Karl Wölfl als Partner. 1947 gewann er das Etappenrennen Wien–Graz–Wien vor Rudi Valenta, wobei er zwei Etappen für sich entscheiden konnte. 1948 wurde er Zweiter im Etappenrennen Quer durch Österreich (einem Vorläufer der Österreich-Rundfahrt). Er wurde am Ottakringer Friedhof bestattet.